# Пригородный (Парголово)
Пригородный — территориальная зона в МО Парголово, входит в состав Выборгского района Санкт-Петербурга.

## История
Первые постройки (пятиэтажные многоквартирные дома) здесь появились в 1960-е годы. Квартиры в поселении получили работники местного совхоза «Пригородный» — сейчас СПК.
В 2007 году строительство в населенном пункте возобновилось, новые 5- и 10-этажные дома начала строить одна из крупных петербургских компаний. В 2010 году в Пригородном открылась своя 3-этажная поликлиника, социальный центр, появились новые магазины, заработал общественный транспорт. Количество жителей поселения значительно возросло. 
Большое количество новых квартир в этом районе по государственной программе получили ветераны Великой Отечественной войны и жители блокадного Ленинграда.
В 2013 году завершилось строительство крупного здания детского сада, компания-застройщик принялась за возведение высоток — 25-этажных домов, а также за создание храма во имя Благовещения Пресвятой Богородицы по проекту архитектора Василия Никифоровича Питанина.  Также в 2013 году рядом с новой церковью при поддержке Правительства Санкт-Петербурга и на средства строительной компании-застройщика этих земель началось строительство «Ольгинских детских семейных приютов трудолюбия» — 40 индивидуальных жилых домов на сорок приемных семей.